# Предельный ток
Предельный ток — ток электролиза в условиях, когда скорость замедленной (лимитирующей) стадии процесса на электроде достигает предельной величины. На поляризационной кривой предельному току соответствует участок, почти параллельный оси потенциала, то есть ток здесь слабо зависит от потенциала.
Например, если концентрация реагирующих частиц вблизи электрода невелика, наиболее медленной стадией процесса может оказаться подвод (диффузия) реагирующих ионов или молекул к зоне реакции (поверхности электрода) — имеет место диффузионный предельный ток.
Если некий суммарный процесс включает в себя не только электрохимические, но и достаточно медленные химические стадии (потеря комплексной частицей лиганда, димеризация продукта разряда иона и т. п.), предельный ток может оказаться обусловлен скоростью такой реакции — это так называемый кинетический предельный ток. В отличие от диффузионного предельного тока, он не зависит от гидродинамических условий (не меняется при перемешивании).